# Distrito de Levice
El distrito de Levice (en eslovaco Okres Levice) es una unidad administrativa (okres) de Eslovaquia Meridional, situado en la región de Nitra, con 120.021 habitantes (en 2001) y una superficie de 1551 km². Su capital es la ciudad de Levice.

## Demografía
| Año        | 1994    | 2004    | 2014    | 2024    |
| ---------- | ------- | ------- | ------- | ------- |
| Población  | 121 113 | 119 018 | 113 511 | 107 992 |
| Diferencia |         | −1,72 % | −4,62 % | −4,86 % |

| Año        | 2023    | 2024    |
| ---------- | ------- | ------- |
| Población  | 108 479 | 107 992 |
| Diferencia |         | −0,44 % |

## Ciudades (población año 2017)
- Levice (capital) 33,332
- Šahy 7321
- Tlmače 3570
- Želiezovce 6859

## Municipios
- Bajka 321
- Bátovce 1148
- Beša 638
- Bielovce 224
- Bohunice 146
- Bory 315
- Brhlovce305
- Čajkov 969
- Čaka 738
- Čata 956
- Demandice963
- Devičany 381
- Dolná Seč 478
- Dolné Semerovce 552
- Dolný Pial 929
- Domadice 236
- Drženice 375
- Farná 1342
- Hokovce 510
- Hontianska Vrbica 588
- Hontianske Trsťany 316
- Horná Seč 550
- Horné Semerovce 626
- Horné Turovce 588
- Horný Pial 263
- Hrkovce 288
- Hronovce 1473
- Hronské Kľačany 1429
- Hronské Kosihy 708
- Iňa218
- Ipeľské Úľany 277
- Ipeľský Sokolec 831
- Jabloňovce 201
- Jesenské 50
- Jur nad Hronom 948
- Kalná nad Hronom 2077
- Keť 594
- Kozárovce 2075
- Krškany 759
- Kubáňovo 272
- Kukučínov 600
- Kuraľany508
- Lok 955
- Lontov 670
- Lula 166
- Málaš 474
- Malé Kozmálovce328
- Malé Ludince 166
- Mýtne Ludany 964
- Nová Dedina 1513
- Nový Tekov860
- Nýrovce 514
- Ondrejovce 467
- Pastovce 487
- Pečenice 116
- Plášťovce 1547
- Plavé Vozokany 782
- Podlužany 762
- Pohronský Ruskov 1254
- Pukanec 1859
- Rybník 1431
- Šalov 370
- Santovka 659
- Šarovce 1616
- Sazdice 475
- Sikenica 649
- Slatina 313
- Starý Hrádok 191
- Starý Tekov 1451
- Tehla 509
- Tekovské Lužany 2860
- Tekovský Hrádok 349
- Tupá 594
- Turá 205
- Uhliská 184
- Veľké Kozmálovce 709
- Veľké Ludince 1471
- Veľké Turovce 747
- Veľký Ďur 1289
- Vyškovce nad Ipľom 673
- Vyšné nad Hronom 183
- Zalaba 180
- Zbrojníky 507
- Žemberovce 1261
- Žemliare 154